# Cheat sheet
Een cheat sheet of reference card wordt in de informatica en informatietechnologie gebruikt om een lijst mee aan te duiden, waarop programmacodes of toetsaanslagen voor programma's vermeld staan. Dit aangezien er voor de bediening van sommige programma's soms veel van dergelijke codes of aanslagen moeten worden onthouden en gebruikt. Deze cheat sheets zijn handig voor bijvoorbeeld het schrijven van programma's of het invoeren van commando's op een command-line interface.
'Cheat sheet' betekent letterlijk spiekbriefje.
- (en)  LaTeX. LaTeX cheat sheet. voorbeeld van een cheat sheet voor LaTeX